# Alessandro Volta
Alessandro Giuseppe Antonio Anastasio Volta, född 18 februari 1745 i Como i Hertigdömet Milano, död 5 mars 1827 i Camnago nära Como, var en italiensk greve och fysiker. Han gjorde flera genombrott i utvecklingen av elektriska apparater. 1800 uppfann han Voltas stapel, det första elektrokemiska batteriet. Det som kallas batteri idag kallade Volta för galvaniskt element.

## Biografi

### Bakgrund
Alessandro Volta gjorde tidigt betydelsefulla forskningsinsatser och uppfinningar i relaterat till elektricitetsläran och elektrotekniken.
Voltas forskning kring elektriciteten bidrog till att den då rådande tolkningen av de elektriska fenomenen – som resultat av elektriska "atmosfärer" (det vill säga finfördelad materia) – överbevisades. Istället anammades en syn på elektriciteten med elektrisk dragningskraft och dito repulsion som en obestämd effekt på avstånd (jämförbart med gravitationen).
Alessandro Volta bevisade att alla elektriska ledare (både flytande och massiva) kan delas in två klasser. Volta benämnde dessa klasser som första (inklusise metaller och elektriskt ledande kol) och andra klass (inklusive vatten, vattenhaltiga lösningar och vätskor av typen elektrolyt).

### Elektrofor och metan
1774 utsågs Volta till fysikprofessor vid den kungliga skolan i Como. Året efter presenterade den elektricitetsintresserade Volta sin första viktiga uppfinning elektroforen (1775), en variant av elektrostatisk generator. Denna uppfinning skapades därefter i flera utarbetade versioner, och den var också Voltas utgångspunkt i utvecklandet av begreppen kapacitans och elektrisk spänning.
I november 1776 upptäckte Volta metan i den närliggande Lago Maggiore. Två år senare lyckades han isolera denna nyupptäckta gas.
Volta studerade vad vetenskapen idag kallar elektrisk kapacitans. Han utvecklade olika metoder för att studera både elektrisk potential (V) och elektrisk laddning (Q); Volta upptäckte att förhållandet mellan dessa båda storheter alltid är proportionerligt.

### Tiden i Pavia, Voltas stapel
1778 blev Volta utnämnd till professor i Pavia, och där kom han att arbeta under de kommande 40 åren. Han uppfann runt 1780 en förbättrad kondensator – baserad på en ebonitplatta – som kom att bilda mönster för kommande varianter av kondensatorer.
1791 förevisade kollegan och vännen Luigi Galvani att två olika metaller i kontakt med samma grodmuskel skapade en elektrisk spänning. Galvani tolkade dock muskelryckningarna som "animalisk elektricitet", medan Volta ansåg att grodan endast ledde elström mellan de båda metallerna ("metallisk elektricitet"). Året efter började Volta experimentera med endast metaller och fann att djurvävnad inte behövdes för att framkalla elektriciteten.
Voltas viktigaste genombrott under sin tid i Pavia var uppfinningen år 1800 av Voltas stapel (ett tidigt batteri). Denna var mer effektiv än dåtidens Leidenflaska i att producera elektricitet och bidrog till att vederlägga de då allmänna tankarna om "animalisk" och "metallisk" elektricitet som två skilda saker.
Voltas stapel, den första elektrokemiska cellen, bestod av två elektroder – en av zink och en av koppar. Därutöver innehåller den en elektrolyt av antingen svavelsyra utblandat i vatten eller en saltlösning i vatten.
Året efter (1801) förevisade Volta i Paris sin voltastapel för en imponerad Napoleon, som därefter utsåg Volta till greve. Han såg därefter till så Volta blev senator i kungariket Lombardiet (se Cisalpinska republiken).

### Senare år
Under slutet av sitt liv ägnade sig Volta åt att kämpa mot den då vanliga föreställningen att animalisk och vanlig elektricitet var två skilda ting. Han införde dessutom benämningen galvanism, med namn efter Voltas italienska vetenskapskollega Luigi Galvani. 1815 utsåg den österrikiske kejsaren Frans I honom till chef över filosofifakulteten vid universitetet i Padua.

## Betydelse och eftermäle
Voltas stapel innebar att man för första gången hade ett tillförlitligt sätt att skapa elektricitet. Voltastapeln kom snabbt i bruk hos andra vetenskapsmän, och redan samma år användes av engelsmännen William Nicholson och Anthony Carlisle till historiens första elektrolys.
Enheten för elektrisk spänning (energi per laddningsenhet) är volt. Namnet på enheten är taget efter Alessandro Volta.
Asteroiden 8208 Volta är uppkallad efter honom.